# Hyles chamyla

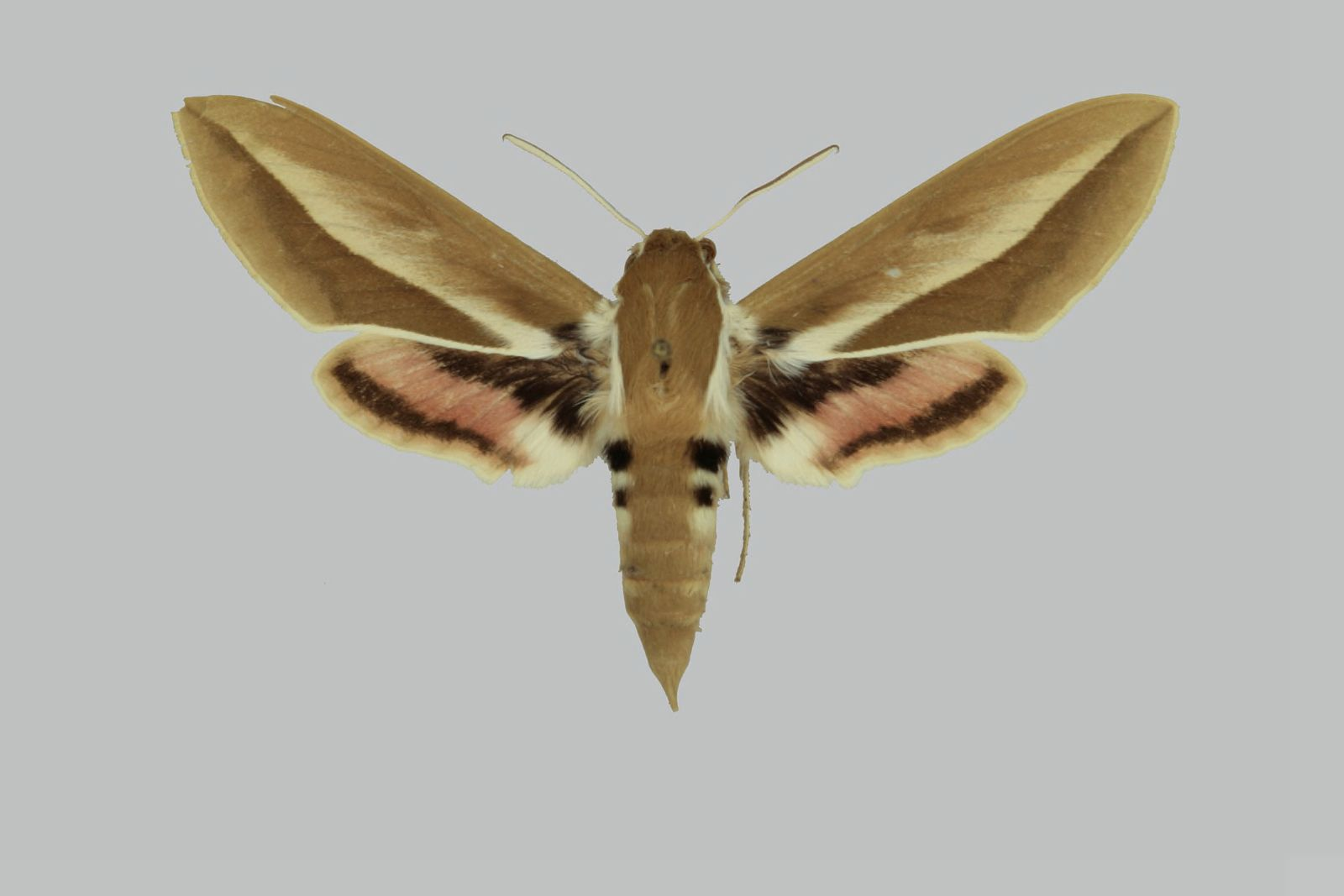
Hyles chamyla, Weibchen

Hyles chamyla ist ein Schmetterling (Nachtfalter) aus der Familie der Schwärmer (Sphingidae).

## Merkmale
Die Falter haben eine Flügelspannweite von 52 bis 75 Millimetern. Sie sind in ihrer Färbung ziemlich variabel und können blass gefärbten, cremefarbenen Hyles hippophaes bienerti ähneln, oder auch Hyles siehei. Die Forma apocyni kann leicht für einen Hybriden zwischen Hyles euphorbiae und Hyles hippophaes bienerti gehalten werden. Es gibt auch Individuen, die Hyles centralasiae ähneln, da sie einen großen, dunkel gefärbten Diskoidalbereich innerhalb der blassen Medialbinde auf den Vorderflügeln haben, der aber sehr blass oder auch deutlich ausgebildet sein kann. Der rosafarbene Bereich der Hinterflügel kann kräftig oder sehr blass sein oder statt rosa auch ockergelb gefärbt sein.
Die Eier sind unbekannt, entsprechen im Aussehen aber vermutlich denen von Hyles euphorbiae. Die Raupen werden 70 bis 80 Millimeter lang und treten in einer grasgrünen und einer bläulich grauen Farbvariante auf. Sie ähneln denen von Hyles hippophaes bienerti. Während der Entwicklung verändert sich die Färbung der Raupen nicht. Im letzten Stadium sind die Raupen blass graugrün, manche haben eine bläulich graue Tönung. Die Beine, Bauchbeine, Nachschieber, der Kopf und das Thorakalschild sind ebenso gefärbt. Der Körper der Tiere ist mit kleinen gelblich weißen Punkten bedeckt, welche allerdings in der Regel größer und weniger zahlreich sind als bei Hyles hippophaes bienerti. Sie können auch fehlen. Das Analhorn ist gelb und hat eine schwarze Spitze. Die Stigmen sind blass und haben häufig dunkle Flecke an beiden Seiten. Anders als bei Hyles hippophaes bienerti ist kein dorso-lateraler Streifen ausgebildet und auch der langgestreckte gelbe Fleck an der Basis des Analhorns fehlt. Ventro-lateral verläuft eine gelblich weiße Längslinie vom ersten Thoraxsegment bis zum achten Hinterleibssegment. Bei manchen Raupen besitzt der Rücken eine leichte zimtfarbene Tönung, andere tragen große, regelmäßige Flecke. Die Puppe ähnelt der von Hyles euphorbiae sehr, ist aber etwas kleiner.

## Vorkommen
Die Art ist nur jeweils aus dem Süden von Turkmenistan, Usbekistan und Tadschikistan bekannt. Sie könnte auch in den Flusstälern entlang der gesamten Südhänge des Tian Shan in China und im südlichen Turkmenistan, westlich bis zum Kopet-Dag auftreten, wo die Nahrungspflanzen der Art häufig sind. Aus China ist die Art auch aus Kumul, dem Typusfundort und Barkol im nördlichen Xinjiang sowie weiter westlich von Xayar und der angrenzenden südwestlichen Mongolei und dort auch weiter nördlich nachgewiesen. Da die Art leicht mit Hyles hippophaes bienerti und Hyles euphorbiae verwechselt werden kann, ist das genaue Verbreitungsgebiet aber unklar. So ist es denkbar, dass Berichte aus den 1930er Jahren über Schäden an Apocynum aus Kirgisistan möglicherweise Hyles chamyla, oder Hybriden zuzuschreiben sind.
Besiedelt werden Ölweiden/Apocynum-Dickichte entlang von Flussläufen und auf Überflutungsbereichen. Da jedoch einerseits Apocynum auch als Faserpflanze in der Landwirtschaft angebaut wird und zur Bewässerung von Feldern Kanäle angelegt werden, hat sich die Art in Usbekistan und Tadschikistan auch entlang von Bewässerungskanälen ausgebreitet und tritt dort an den Apocynum-Feldern als Schädling auf.

## Lebensweise
Die Falter fliegen bei Sonnenuntergang rege an Cistanche-Blüten. Tagsüber ruhen die meisten Falter an Grasbüscheln. Sie fliegen in Tadschikistan in drei Generationen pro Jahr von Ende April bis Mitte Mai, Mitte Juni bis Mitte Juli und Ende Juli bis Ende August. Die Raupen sind hastige Fresser und wachsen im vierten und fünften Stadium sehr schnell. Man kann sie von Mai bis Juni, im Juli und von Mitte August bis Mitte September finden. Sie ernähren sich von Apocynum scabrum und Apocynum venetum. Die Verpuppung erfolgt wie auch bei Hyles hippophaes bienerti in einer Kammer im Erdboden. Die Puppenruhe beträgt bei Sommergenerationen nur 9 bis 14 Tage, die letzte Generation überwintert in der Puppe. Aus Tadschikistan ist eine unbekannte Raupenfliegenart (Tachinidae) als Parasitoid bekannt.

## Taxonomie und Systematik
Die Unterart Hyles chamyla apocyni Shchetkin, 1956 gilt als nicht valide und wird von Pittaway bestenfalls als Form bezeichnet. Bei vielen Arten der Gattung Hyles, die auch trockene Wüsten- und Halbwüstengebiete besiedeln, unterscheiden sich Falter die dort leben von denen, die in weniger trockenen und heißen Lebensräumen heranwachsen. Dies trifft auch auf Hyles chamyla zu. Es gibt allerdings auch noch nicht ausreichend erforschte Hinweise darauf, dass Hyles chamyla apocyni möglicherweise natürliche Hybride zwischen Hyles chamyla und Hyles euphorbiae sind.

## Belege